# Juan José Borrelli
Juan José Borrelli (San Isidro, 8 de novembro de 1970) é um ex-futebolista argentino que atuava como meia-atacante.

## Carreira
Juan José Borrelli integrou a Seleção Argentina de Futebol na Copa América de 1995.